# Balaninus
Balaninus är ett släkte av skalbaggar. Balaninus ingår i familjen vivlar.

## Dottertaxa tillBalaninus, i alfabetisk ordning[1]
- Balaninus 12-punctatus
- Balaninus 7-guttatus
- Balaninus acuminatus
- Balaninus acutidens
- Balaninus admonens
- Balaninus adspersus
- Balaninus alboater
- Balaninus albogriseus
- Balaninus albopictus
- Balaninus albovaria
- Balaninus albovarius
- Balaninus algonquinus
- Balaninus alpestris
- Balaninus amoenus
- Balaninus amurensis
- Balaninus analis
- Balaninus analogus
- Balaninus apicalis
- Balaninus apiculatus
- Balaninus appalachius
- Balaninus ascendens
- Balaninus auctus
- Balaninus auriger
- Balaninus axillaris
- Balaninus baculi
- Balaninus barthelemyi
- Balaninus basilaris
- Balaninus beeklyi
- Balaninus bellus
- Balaninus betulae
- Balaninus biappendiculatus
- Balaninus bicaudatus
- Balaninus bidens
- Balaninus bidentatus
- Balaninus bifasciolatus
- Balaninus bispilotus
- Balaninus brassicae
- Balaninus breviscapus
- Balaninus brunneus
- Balaninus c-album
- Balaninus calcarifer
- Balaninus camerunus
- Balaninus capillatus
- Balaninus carinirostris
- Balaninus caryae
- Balaninus caryatrypes
- Balaninus celebesus
- Balaninus cerasorum
- Balaninus cerbereus
- Balaninus cinnamomeus
- Balaninus clavatus
- Balaninus confucius
- Balaninus congoanus
- Balaninus conradti
- Balaninus constrictus
- Balaninus coturnix
- Balaninus cruciatus
- Balaninus crux
- Balaninus cuneatus
- Balaninus curvatus
- Balaninus cylindricollis
- Balaninus dajakus
- Balaninus desbrochersi
- Balaninus diaconitus
- Balaninus distichus
- Balaninus elephas
- Balaninus elongatipes
- Balaninus epimeralis
- Balaninus erythropus
- Balaninus falsarius
- Balaninus fasciata
- Balaninus fasciatus
- Balaninus ferrugineus
- Balaninus flavodorsalis
- Balaninus flexitibia
- Balaninus fulvirostris
- Balaninus funestus
- Balaninus furcifer
- Balaninus fuscovarius
- Balaninus fusifer
- Balaninus galeatus
- Balaninus galucus
- Balaninus geniculatus
- Balaninus glandium
- Balaninus gryporrhinchus
- Balaninus gulosus
- Balaninus gymnopygus
- Balaninus gyrosicollis
- Balaninus hariolus
- Balaninus heterofunicularis
- Balaninus hinnuleus
- Balaninus hispanus
- Balaninus hispida
- Balaninus hispidus
- Balaninus hortensis
- Balaninus hsifanus
- Balaninus humeralis
- Balaninus ignobilis
- Balaninus imperialis
- Balaninus infirmus
- Balaninus insulanus
- Balaninus intermedius
- Balaninus iowensis
- Balaninus ischnoclavatus
- Balaninus jucundus
- Balaninus kiangsuicus
- Balaninus kinabaluanus
- Balaninus kolae
- Balaninus koreanus
- Balaninus lacertosus
- Balaninus lateristrigosus
- Balaninus laudabilis
- Balaninus leptoclavatus
- Balaninus letestui
- Balaninus leucophaeus
- Balaninus ludificans
- Balaninus macer
- Balaninus macilentus
- Balaninus macrophthalmus
- Balaninus madagassus
- Balaninus malaleucus
- Balaninus marshalli
- Balaninus melaleucus
- Balaninus meleagris
- Balaninus minusculus
- Balaninus minutus
- Balaninus misellus
- Balaninus missionis
- Balaninus mollis
- Balaninus momunganus
- Balaninus montanus
- Balaninus montivagus
- Balaninus morogorus
- Balaninus murina
- Balaninus murinus
- Balaninus nasicus
- Balaninus nasutus
- Balaninus negrosensis
- Balaninus nigrescens
- Balaninus nigrita
- Balaninus nigritulus
- Balaninus nigrofasciatus
- Balaninus nigromarginalis
- Balaninus nigrovarius
- Balaninus nivatus
- Balaninus nobilior
- Balaninus notata
- Balaninus novempunctatus
- Balaninus nubifer
- Balaninus nubilifer
- Balaninus nucum
- Balaninus obsoletus
- Balaninus ochreatus
- Balaninus ochrosuturalis
- Balaninus octopunctatus
- Balaninus ordinatus
- Balaninus ornaticollis
- Balaninus orobistus
- Balaninus orthorhynchus
- Balaninus palembangus
- Balaninus pallidus
- Balaninus panthaicus
- Balaninus pardalis
- Balaninus parvicollis
- Balaninus parvidens
- Balaninus pellitus
- Balaninus perakanus
- Balaninus perdix
- Balaninus perexilis
- Balaninus permutatus
- Balaninus perscillus
- Balaninus phenae
- Balaninus picus
- Balaninus pistor
- Balaninus plutonius
- Balaninus porrectus
- Balaninus postscutellaris
- Balaninus praeteritus
- Balaninus proboscideus
- Balaninus proprius
- Balaninus pseudogrypus
- Balaninus pusillus
- Balaninus pustulosus
- Balaninus pyrrhoceras
- Balaninus quadriguttatus
- Balaninus quaesitus
- Balaninus quercivorum
- Balaninus radiatus
- Balaninus ranauus
- Balaninus rectinasus
- Balaninus rectirostris
- Balaninus rectus
- Balaninus reitteri
- Balaninus repandirostris
- Balaninus rhombus
- Balaninus rostratus
- Balaninus rotundicollis
- Balaninus rubidus
- Balaninus rubiginosus
- Balaninus rufirostris
- Balaninus salicivorus
- Balaninus samaranus
- Balaninus sanguinirostris
- Balaninus sauteri
- Balaninus sayi
- Balaninus scolopaceus
- Balaninus scolopax
- Balaninus scutellaris
- Balaninus scutellatus
- Balaninus semicirculifer
- Balaninus semilunifer
- Balaninus serpentinus
- Balaninus setosicornis
- Balaninus sexpunctatus
- Balaninus sibuyanus
- Balaninus sikkimensis
- Balaninus simillimus
- Balaninus solitarius
- Balaninus solivagus
- Balaninus sparsellus
- Balaninus sparsus
- Balaninus spretus
- Balaninus stigma
- Balaninus stramineopictus
- Balaninus stramineoplagiatus
- Balaninus strigirostris
- Balaninus strigosus
- Balaninus suirei
- Balaninus sulfureosignatus
- Balaninus suturalis
- Balaninus suturifer
- Balaninus taclobanus
- Balaninus tenuirostris
- Balaninus tenuistriatus
- Balaninus ternatensis
- Balaninus tessellatus
- Balaninus tibestiensis
- Balaninus tigrinus
- Balaninus timidus
- Balaninus tomentosa
- Balaninus tomentosus
- Balaninus tonkinensis
- Balaninus transvaalensis
- Balaninus triangularis
- Balaninus tubulatus
- Balaninus turbatus
- Balaninus ussuriensis
- Balaninus utensis
- Balaninus vagifascia
- Balaninus valens
- Balaninus validus
- Balaninus varians
- Balaninus variegatipes
- Balaninus variegatus
- Balaninus variesculptus
- Balaninus venosus
- Balaninus venustus
- Balaninus verticalis
- Balaninus vestita
- Balaninus vestitus
- Balaninus vethianus
- Balaninus williamsi
- Balaninus villosus
- Balaninus virginicus
- Balaninus wolterecki
- Balaninus x-pallidum
- Balaninus yunnanus
- Balaninus zebra